# 专名号
专名号，舊稱私名號，用于标明人名、地名、國名、族名、宗教名、年號、朝代名、時代名、機構名、學派名、路線名、建築名、山川、湖泊、姓氏等專有名詞所使用的符号。它的使用方法是橫排時劃在專名之下，直排時則劃在專名左旁。
專名號在近年的中文出版物中已不常用，但台灣、香港、澳門的中文教科書仍然繼續使用，電視劇或電影中文字幕中仍偶見保留；中國大陸則只用於古籍、文史哲作品，與書名號配合使用。

## 例子
太平洋是七大海洋之中面積最大的。
陈胜者，阳城人也，字涉。吴广者，阳夏人也，字叔。（《史记·陈涉世家》）

## 電腦應用
現在一般在電腦文書文件需要用專名號的話，會直接用「底線」（下划线）功能。例如：
中正紀念堂位於台灣台北。
直接使用底線功能會變成：
中正紀念堂位於台灣台北。
用下划线代替专名号有诸多问题，最大的问题是无法断词，在上例中“台灣”、“台北”是两个词，不应使用连着的专名号。另一个问题是，下划线太過接近文字（這是由於底線功能原來是為西方文字而設，兩者的基線不同）。
正確的專名號，在「灣」和「台」下方的线之間應有少許空隙，以表示「台灣」和「台北」是兩個詞語；此外線條和文字之間要有適當空間：
中正紀念堂位於台灣台北。
在使用文書處理軟件時，如果要解決前述的無法斷詞的問題，可以在兩個字詞之間加入一個字體大小為一號的空格。

### 其他
CNS 11643 標準提供「直式私名號」（ ︳， 對應 U+FE33），「橫式私名號」（ ╴，對應 U+2574）。
Unicode 還有提供全形頂線和全形底線，但於常用文書軟件難以實際配合文字使用。

## 其它语言
一些使用字母文字的语言（如英語）利用首個字母大写来表示专有名词。以英語為例：（我来自酆都。），（酆都）因为是专有名词，所以首個字母以大写字母書寫。